# Конверт с оригинальной маркой

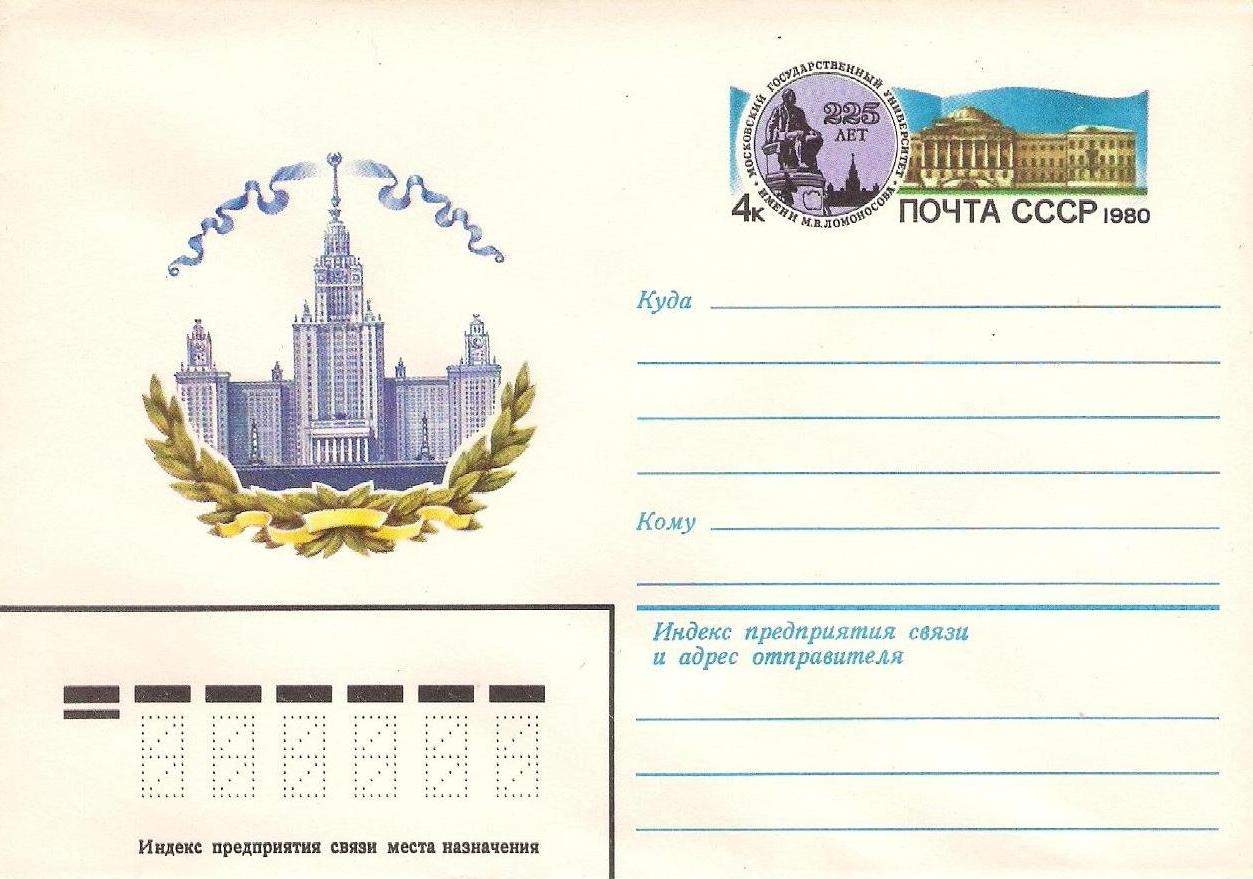
Конверт с оригинальной маркой: 225 лет МГУ (СССР, 1980)

Конве́рт с оригина́льной ма́ркой (сокращённо — КсОМ) — почтовый конверт с предусмотренной, предварительно напечатанной коммеморативной маркой, которая служит знаком почтовой оплаты. Относится к цельным вещам и является предметом коллекционирования.

## Описание
Под данным филателистическим названием обозначают вид почтового конверта, обычно иллюстрированного, на котором в качестве знака почтовой оплаты напечатано изображение марки, самостоятельно не выпускавшейся. Таким образом, эта марка является оригинальной, поскольку отдельно от такого конверта не существует. Как правило, марка уже имеет стоимость, достаточную для отправки письма, но при необходимости можно наклеивать дополнительные почтовые марки.

## Распространение
Конверты с оригинальной маркой используются во многих странах. В СССР они впервые были выпущены в 1969 году, а с 1975 года стали издаваться регулярно. Например, такой конверт был подготовлен и издан в 1985 году к 40-летию Победы; на нём изображены Знамя Победы и сюжет его водружения над Бранденбургскими воротами (на марке), а также сюжет водружения Знамени Победы над Рейхстагом по фотографии Е. Халдея (на основной части конверта). Традиция выпуска конвертов с оригинальной маркой продолжена Почтой России.

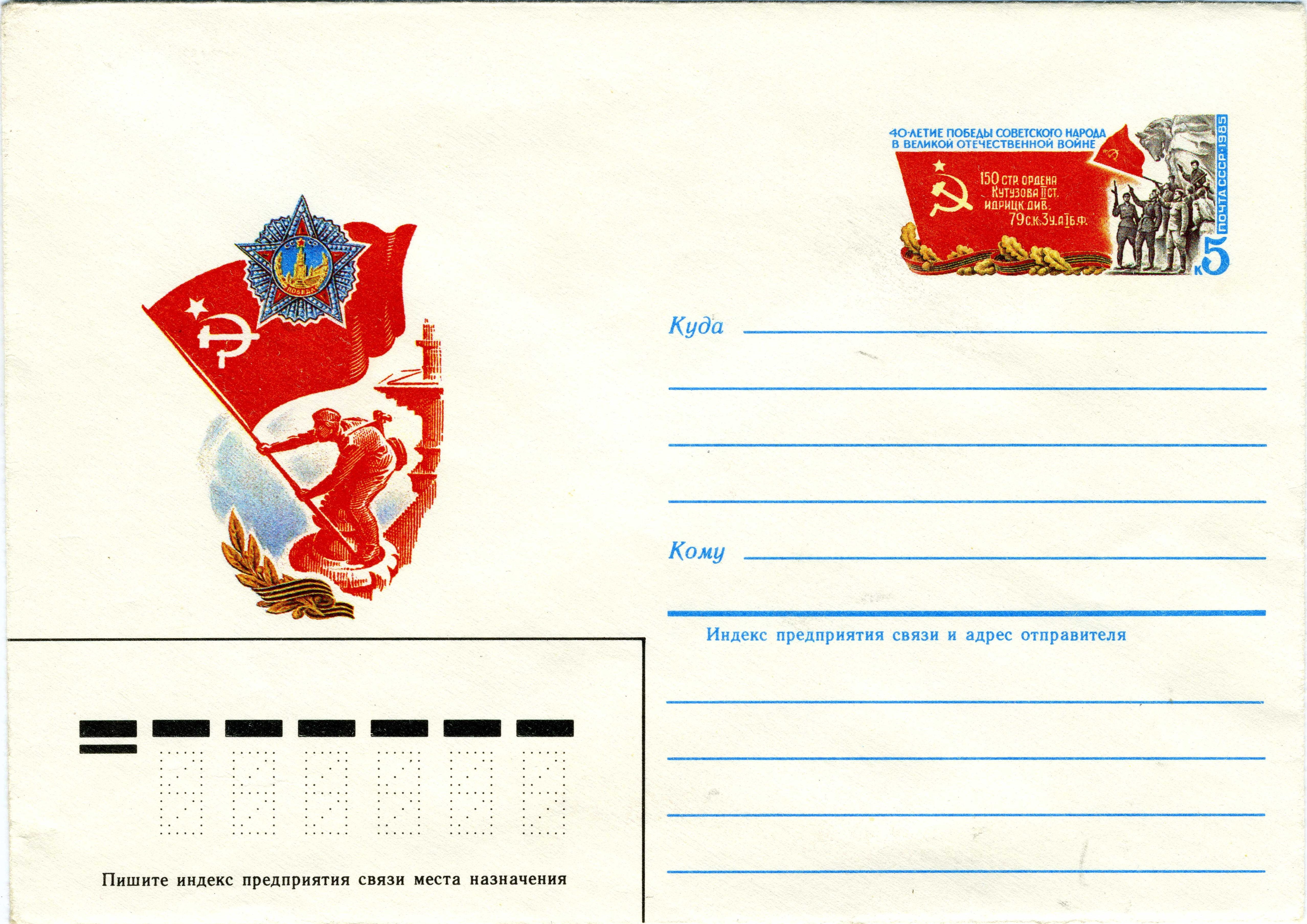
Конверт с оригинальной маркой к 40-летию Победы (СССР, 1985)
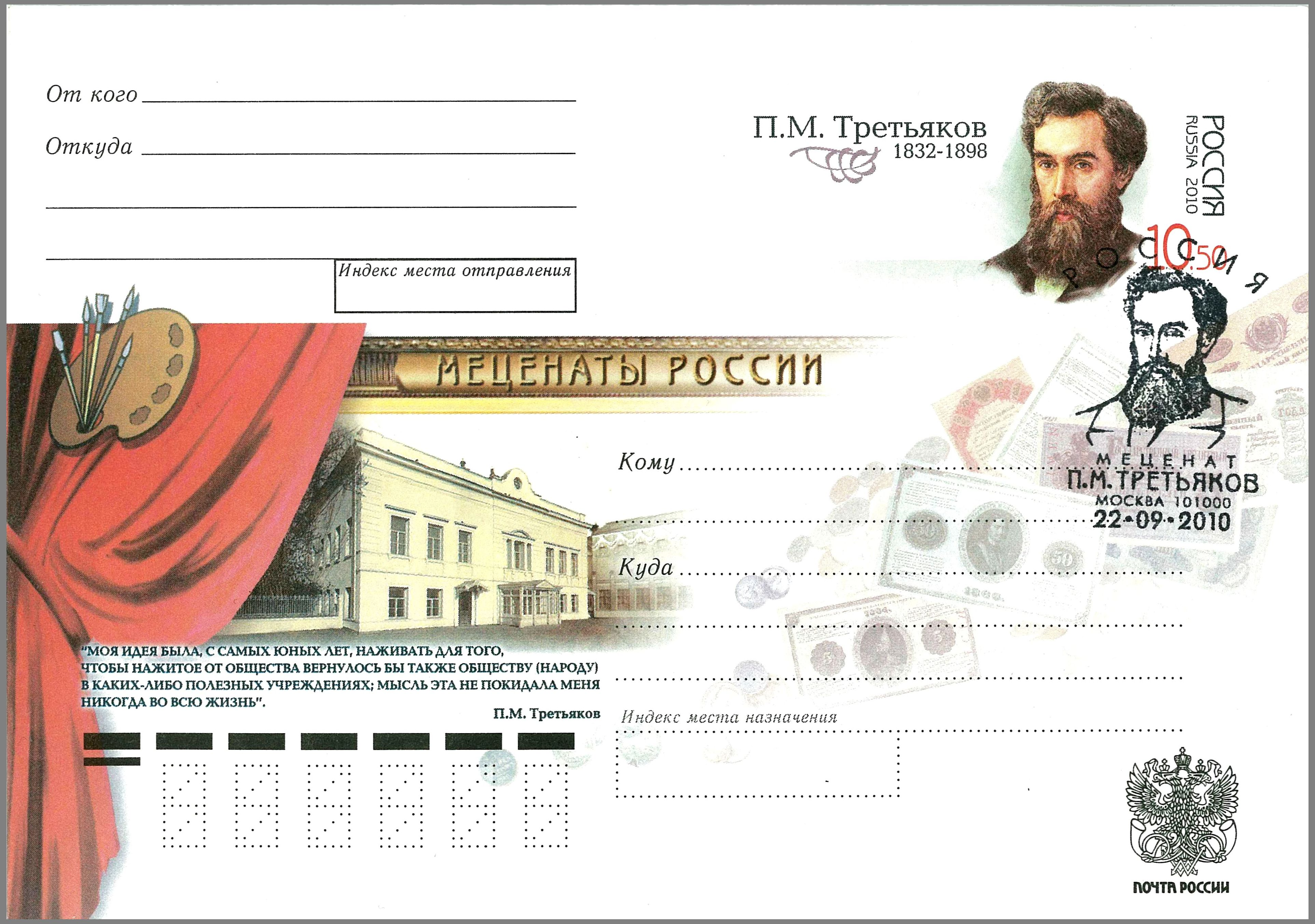
Меценаты России. П. М. Третьяков. Конверт с оригинальной маркой и спецгашением (Россия, 2010)